# Vilmos Szabó
Vilmos Szabó (* 30. prosince 1964 Brašov, Rumunsko) je bývalý rumunský sportovní šermíř, který se specializoval na šerm šavlí. Rumunsko reprezentoval v osmdesátých a devadesátých letech. Na olympijských hrách startoval v roce 1984, 1992 a 1996 v soutěži jednotlivců a družstev. V soutěži jednotlivců se na olympijských hrách výsledkově neprosadil. V roce 1994 obsadil třetí místo na mistrovství Evropy v soutěži jednotlivců. S rumunským družstvem šavlistů vybojoval na olympijských hrách 1984 bronzovou olympijskou medaili a v roce 1994 třetí místo na mistrovství světa.